# Награды Югославии

## Ордена

### Королевские ордена
В 1918 году южно-славянские земли бывшей Австро-Венгрии, а также Черногория, бывшая до этого независимым государством, были присоединены к Сербии. Образовывалось Королевство Сербов, Хорватов и Словенцев. В 1929 году название государства было изменено на Королевство Югославия. Так выглядел список югославских королевских орденов к 1941 году:
- Орден Святого князя Лазаря (серб. Орден светог кнеза Лазара)
- Орден Звезды Карагеоргия (серб. Орден Карађорђеве звезде)
- Орден Белого орла (серб. Орден белог орла)
- Орден Югославской Короны (серб. Орден Југословенске Круне)
- Орден Святого Саввы (серб. Орден светог Саве)

В 1941 году Югославия пала. В 1945 году монархия была отменена.

### Республиканские ордена

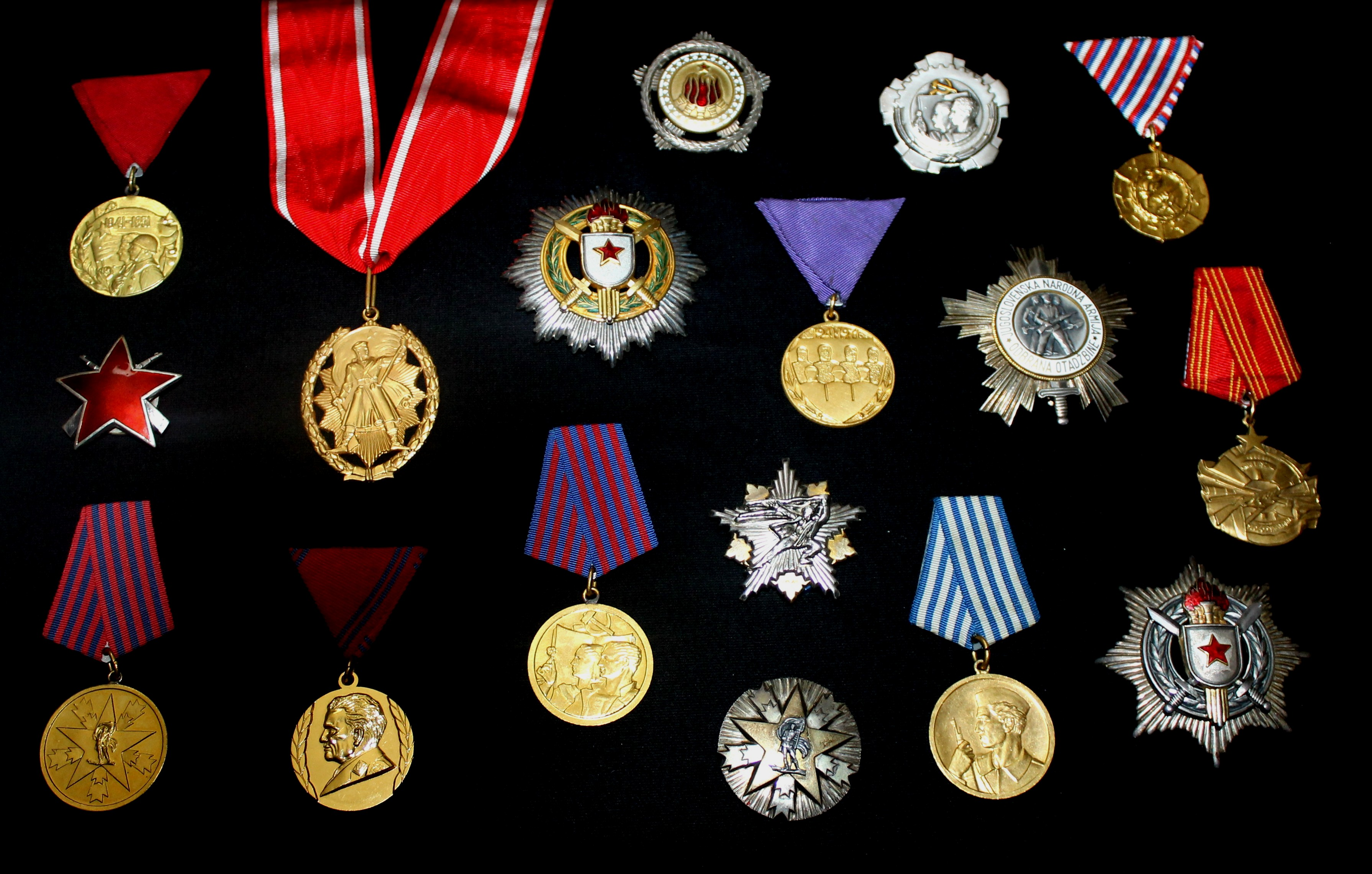

- Орден Югославской звезды (серб. Орден југословенске звезде)
- Орден Свободы (серб. Орден слободе)
- Орден Народного героя Югославии (серб. Орден народног хероја)
- Орден Героя Социалистического труда (серб. Орден јунака социјалистичког рада)
- Орден Национального освобождения (серб. Орден народног ослобођења)
- Орден Военного флага (серб. Орден ратне заставе)
- Орден Югославского флага (серб. Орден југословенске заставе)
- Орден Партизанской звезды (серб. Орден партизанске звезде)
- Орден Республики (серб. Орден Републике)
- Орден «За заслуги перед народом» (серб. Орден заслуга за народ)
- Орден братства и единства (серб. Орден братства и јединства)
- Орден Югославской Народной Армии (серб. Орден народне армије)
- Орден Труда (серб. Орден рада)
- Орден Военных заслуг (серб. Орден за војне заслуге)
- Орден «За храбрость» (серб. Орден за храброст)

## Медали

### Республиканские медали
- Медаль «За храбрость»
- Медаль «За заслуги перед народом»
- Медаль Труда
- Медаль «За военные заслуги»
- Медаль «За воинскую доблесть»
- Медаль «За заслуги»
- Медаль «Смерть фашизму — свобода народу»
- Медаль «30 лет победы над фашизмом»
- Медаль «10 лет Югославской народной армии»
- Медаль «20 лет Югославской народной армии»
- Медаль «30 лет Югославской народной армии»
- Медаль «40 лет Югославской народной армии»
- Медаль «50 лет Югославской народной армии»
- Медаль участников путешествия Иосипа Броза Тито в Индию и Бирму 1954—1955 гг.
- Медаль Союза югославских борцов в интернациональных бригадах в Испании 1936—1938 гг.
- Медаль отличному стрелку
- Медаль отличнику начальной военной подготовки

## Памятные знаки

### Республиканские памятные знаки
- Партизанский памятный знак 1941 года (серб. Партизанска споменица 1941.)

Первый (эмалированный) вариант этого знака изготавливался в Москве на Штамповочном заводе НКПС. (Подробно см.: Цыпленков К. Партизанский памятный знак. СССР - для Югославии. 1944. // Старый Цейхгауз. 2008. № 27. С. 42-44 .)